# Mika Brzezinski
Mika Emilie Leonia Brzezinski (/ ˈmiːkə bərˈzɪnski /; sinh ngày 2 tháng 5 năm 1967) là một phát thanh viên và tác giả người Mỹ hiện đang đồng sáng lập chương trình phát sóng buổi sáng trong tuần của MSNBC Morning Joe. Bà từng là phóng viên của CBS News, và là phóng viên chính của "Ground Zero" trong buổi sáng ngày 11 tháng 9. Vào năm 2007, cô gia nhập MSNBC như một sự kiện thường xuyên, và sau đó được chọn làm đồng dẫn chương trình của Morning Joe.
Mika Brzezinski là một đồng nghiệp thỉnh giảng tại Học viện Chính trị Harvard. Mối quan tâm chính trị chính của bà bình đẳng lương cho phụ nữ. Cô cũng là tác giả của ba cuốn sách; hai về sự nghiệp của cô với tư cách là một nhà báo và một người nghiện thực phẩm.
Brzezinski là con gái của nhà ngoại giao và nhà khoa học chính trị quá cố Zbigniew Brzezinski, người từng là cố vấn cho cả Lyndon B. Johnson và Jimmy Carter.